# اودسا (دلاور)
اودسا، دلاور (به انگلیسی: Odessa, Delaware) یک سکونتگاه مسکونی در ایالات متحده آمریکا با جمعیت ۳۶۴ نفر است که در دلاویر واقع شده‌است.